# Walter Rößler

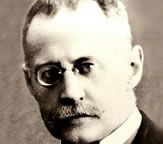

Walter Rößler (* 7. Oktober 1871 in Berlin; † 4. April 1929 ebenda) war ein deutscher Konsul.

## Leben
Seine Eltern waren der Universitätsprofessor und Geheime Legationsrat Constantin Rößler (1820–1896) und Clara geb. Abeking.
1903 war er preußischer Kaiserlicher Vizekonsul in Sansibar.
Im April 1902 hatte er Gertrud, die Tochter von Hugo Neumann geheiratet, und am 25. Mai 1903 wurde in Mombasa, Britisch-Ostafrika ihr erster Sohn Helmut Konstantin Hugo Emmerich Rößler geboren.
1904 wurde er Vizekonsul in Jaffa. Am 11. Oktober 1908 legte er seine Konsularische Prüfung ab und im gleichen Jahr wurde er zum Konsul von Canton ernannt.
Vom 27. Mai 1910 bis 1918 übernahm er die Geschäfte als Konsul im syrischen Aleppo im Osmanischen Reich während des Ersten Weltkriegs.
Am 10. Mai 1915 berichtete er dem Botschafter in Konstantinopel Hans von Wangenheim und dem Reichskanzler Theobald von Bethmann Hollweg von der Verfolgung der Armenier: „Alle Armenier von Besitz, Bildung und Einfluß sollen beseitigt werden, damit nur eine führerlose Herde zurückbleibt.“ Obwohl auch seine Kollegen aus Erzurum und Adana ebenfalls Alarm schlugen, beeindruckte das Berlin nicht. Mit amerikanischen Spenden finanzierte er Nahrungsmittel für „tausende armenische Flüchtlinge in Konzentrationslagern in der Wüste und Aleppo“. Doch 1916 wurden sie alle von den Türken ermordet. Rößler setzte sich während des Kriegs so stark wie wohl kaum ein anderer deutscher Konsul für die Armenier im Osmanischen Reich ein.
1921 durfte er auf Anweisungen des deutschen Außenministeriums beim Mordprozess Talât Pascha in Berlin nicht aussagen. Die Aussagen von Walter Rößler finden sich u. a. im Politischen Archiv des Auswärtigen Amtes, Berlin und in den National Archives, Washington.
Siehe auch: The Memoirs of Naim Bey#Walter Rössler